# دف
دَف، یکی از سازهای کوبه‌ای در موسیقی ایرانی است که شامل حلقه‌ای چوبی است که به آن حلقه‌های فلزی (معمولا با ترتیب ۱-۱-۲) آویخته شده و پوست نازکی از جنس پلاستیک یا چرم و پوست حیوانات بر حلقهٔ چوبی کشیده‌اند و آن با ضربه‌های انگشت و کف دست می‌نوازند. این ساز از سازهای ضربی (کوبه‌ای) ایرانی شبیه به دایره و بندیر است که از آن بزرگ‌تر و بم‌تر است.
ساز دف در تولیدی‌ها با ۳ اندازهٔ دو چهارم - سه چهارم - چهار چهارم ساخته می‌شود.

## نام
دف در اصل دپ نام داشته که بعداً معرب شده و «پ» در آن با «ف» جایگزین شده‌است. امام شوشتری در کتاب ایران گهواره دانش و هنر به این امر اشاره کرده است و در کتاب برهان قاطع (نوشتهٔ سدهٔ ۱۱ ه‍.ق) نیز به آن اشاره شده‌است.

## ویژگی
چنان‌که از کتاب‌های موسیقی و نوشته‌ها و اشعار برمی‌آید، در دوره اسلامی ایران، این ساز برای پشتیبانی از ساز و حفظ وزن به کار می‌رفته و رکن اصلی مجالس عیش و طرب و محافل اهل ذوق و عرفان بوده که قوالان هم با خواندن سرود و ترانه آن را به کار می‌بردند. در کتاب‌های لغت در معنی دف یا دایره می‌نویسند: آن چنبری است از چوب که بر روی آن پوست کشند و بر چنبر آن حلقه‌ها آویزند. در قدیم برای آنکه طنین بهتری داشته باشد روی دف پوست آهو می‌کشیدند.
در قدیم دف یا دایره کوچک را که چنبر آن از روی و برنج ساخته می‌شد خمک یا خمبک می‌گفتند. به دست زدن با وزن و به‌اصطلاح بشکن زدن هم خمک یا خمبک می‌گفتند.
دف‌هایی هم بوده که بر چنبر آن زنگ تعبیه می‌کردند و می‌نواختند. زنگ‌های دف را جلاجل می‌گفتند. در دورهٔ اسلامی به کسانی که دف یا دایره می‌نواختند جلاجل‌زن می‌گفتند.
در ایران کهن، جلاجل وسیله‌ای بیضی‌شکل و بزرگ بود که زنگ‌هایی بر آن می‌بستند و در جنگ‌ها به کار می‌بردند و ظاهراً صدای مهیبی داشته‌است.

## تاریخچهٔ حضور دف در موسیقی

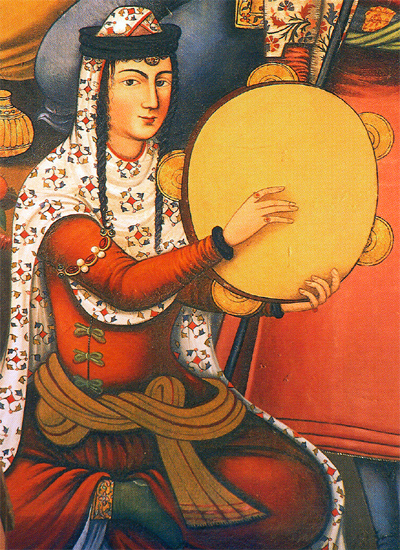
یک زن دف نواز در اصفهان

حضور دف در ایران به زمان ایران باستان برمی‌گردد. شکل چهار گوش آن در تمدن ایلام در قرنهای هفتم و هشتم قبل از میلاد به کار می‌رفته‌است. دف چهارگوش هنوز در برخی کشورهای عربی مورد استفاده قرار می‌گیرد.
دف گرد (دایره شکل) در مصر سال ۱۳۰۰ پیش از میلاد دیده می‌شود. در ایران نمونه‌های بسیاری از دف و دایره در مینیاتورهای دورهٔ گورکانیان و صفویان مشاهده می‌شود. در نقاشی‌های دوران صفوی اغلب دف به همراه نی در مجلس سماع دیده می‌شود و در اشعار شعرای کهن نیز اغلب این دو با یکدیگر می‌آیند.
در دوران پیش از اسلام دف در موسیقی ایرانی و کُردی حضور داشته به‌طوری‌که رد پای ریتم‌های آن هنوز در موسیقی کردی وجود دارد، اما با ورود اسلام این ساز جهت بقای خود در خانقاه‌ها و تکایای کردستان بست نشست و برای بیش از ۱۳ قرن در خانقاه‌های کردستان همدم دراویش کردستان شد و با ذکر و سماء آنها آمیخته شد بطوریکه ذکرها در هر مقامی با ریتم خاص خود در دف همراه هستند و بعبارتی هر ذکری مقام خود را دارد که مقام‌های دف نام دارند. مقام‌های دف در طرایق کسنزانی و قادری و دیگر طرایق از ۷ تا ۱۰ مقام اصلی هستند. این بست نشینی دف تا سال ۱۳۵۳ ادامه داشت تا این که به اهتمام محمدرضا لطفی و با زحمات بیژن کامکار این بست به پایان رسیده و در این سال پس از قرن‌ها در اجراهای عمومی و در موسیقی غیرعرفانی استفاده شد.

## گسترهٔ جغرافیایی استفاده از دف
از این ساز در قاره آسیا بیش از مناطق دیگر جهان استفاده می‌کنند و هر کشوری به فراخور حال و هوای موسیقی خود، از آن استفاده می‌کنند. کاربرد دف به ویژه در خاورمیانه از سایر جاها بیشتر است. در کشورهای عربی همچون عربستان و عمان و کشورهای دیگری چون ترکیه، عراق و آذربایجان از جمله جاهاییست که دف رواج دارد. پس از آنکه تمبک مجلسی شد به تدریج جای دف را گرفت و از رونق دف کاست و دف را بیشتر در شهرهای کوچک و قصبات در مجالس عیش و سرور به کار می‌بردند به ویژه در کردستان و آذربایجان بسیار متداول بود و نوازندگان ماهر داشت. در سال‌های اخیر، دف‌نوازی در بیشتر شهرهای ایران رایج‌تر شده‌است و هنر آموزان به آموختن آن روی آورده‌اند. در کردستان و به ویژه در استان کردستان و استان کرمانشاه دف‌نوازی در میان مردم جایگاه خاصی دارد. رواج بسیار زیاد دف در کردستان به دلیل وجود آیین‌های عرفانی در این ناحیه است. پیروان طریقت قادریه و آیین یارسان از گروه‌هایی هستند که از این ساز در مراسم‌های عرفانیِ خود استفاده می‌کنند. به همین خاطر، بسیاری از مردم کردستان آشنایی مقدماتی با دف دارند. همچنین، به دلیل حلال شمرده شدن دف در دین اسلام پیروان سایر طریقت‌ها، از جمله نقشبندیه، از دف استفاده می‌کنند. مراسم‌های مولودخوانی از دیگر مراسم‌هایی است که مردم کردستان در آن دف‌نوازی می‌کنند.
از نوازندگان صاحب‌سبک دف می‌توان بیژن کامکار و مسعود حبیبی را نام برد. کامکار نقش به‌سزایی در شخصیت دادن به این ساز در موسیقی اصیل ایرانی ایفا کرده‌است.

## ساختمان دف

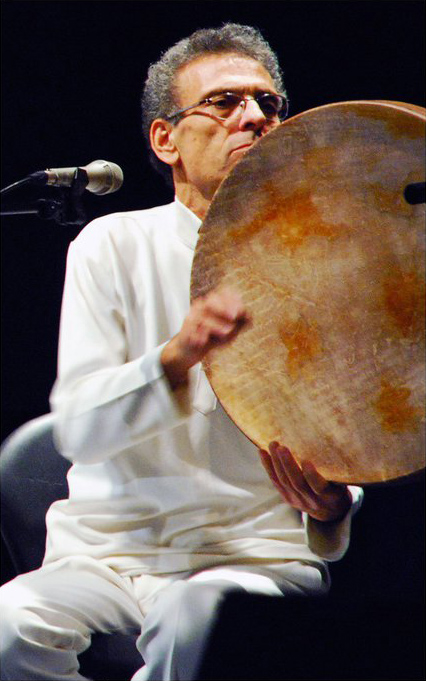
بیژن کامکار در حال دف‌نوازی

کلاف اصلی دف، بدنه‌ای استوانه‌شکل و کوتاه از جنس چوب است که در یک طرف آن استوانه، پوست حیوانات یا پلاستیک کشیده شده‌است (بهترین نوع دف، با پوست حیوانات و در فصل بهار ساخته می‌شود). ابتدا و انتهای قاب اصلی با برش زاویه‌دار (اصطلاحاً برش فارسی) به هم چسبیده می‌شوند و ضخامت یک سمت از کلاف با تراشیدن چوب کمتر شده و پوست با سریش روی این لبه می‌چسبد و با گل‌میخ محکم می‌شود.
ساختمان دف را می‌توان به اجزای زیر تقسیم کرد:
- کلاف اصلی
- پوست
- حلقه‌ها
- گل‌میخ‌ها

### کمانه
کمانه حلقه‌ای چوبی است با عرض ۵ الی ۶٫۵ سانتی‌متر (تفاوت در اندازه به دلیل تفاوت در اندازه دستان نوازندگان این ساز است و اینکه این ساز برای دستان خانم‌ها نیز مناسب باشد) با دایره‌ای به قطر ۵۰ الی ۵۵ سانتی‌متر که کمتر به اندازه‌های کوچکتر یا بزرگتر دیده می‌شود. ضخامت چوب از طرف پوست، به ۲ الی ۳ میلیمتر و از طرف پشت به ۱٫۵ سانتی‌متر می‌رسد. در صورتی که کمانه به شکل دایره ساخته شده و از تقارن کامل برخوردار باشد و پوست از طرفین یکسان کشیده شود، ساز صدای بسیار مطلوبی خواهد داشت. روی قسمت پشت چوب، یک فرو رفتگی ایجاد می‌گردد که محل استقرار انگشت شست می‌باشد و اصطلاحاً آنرا شستی می‌گویند. کمانه دو گونه است.

### کمانهٔ یک‌کمه
از چوبی با قطر ۱٫۵ سانتی‌متر تهیه می‌شود. دو سر چوب را طوری به یکدیگر متصل می‌کنند که به شکل دایره شود. این نوع کمانه، کمتر بر اثر فشار پوست کج می‌شود و از نظر وزن، نسبت به نوع دیگر، سبک‌تر است.

### کمانهٔ دوکمه
از دو چوب با قطری در حدود نیم سانتی‌متر که روی هم پرس شده‌اند ساخته می‌شود. این نوع کمانه سنگین‌تر است، اما در برابر فشار پوست مقاوم‌تر است.

### پوست مصنوعی
پوست مصنوعی نسبت به پوست‌های طبیعی خواصی دارد که از جملهٔ آن می‌توان به موارد زیر اشاره کرد.
- داشتن کوک ثابت
- قابلیت کوک با نت برای هر دف معین
- یک‌دستی ضخامت سطح پوست دف
- یک‌دستی کشش و یک‌دستی مواد سازنده در کل پوست
- عدم جذب رطوبت در نتیجهٔ عدم تغییر حالت بر اثر آن
- عدم تغییر کوک در حال اجرا
- تاب برنداشتن کمانه به دلیل کشش یکسان پوست
- صدای استانداردشده همانند سازهای ارکستر و سمفونیک
- تجزیه نشدن توسط باکتری‌ها و میکروب‌ها
- نداشتن بوی نامطبوع
- عدم ایجاد بیماری و حساسیت
- عدم افت ارزش ساز به دلیل عدم افت کیفیت پوست آن
- پرطرفدارتر از سازهایی با پوست طبیعی

### پوست طبیعی

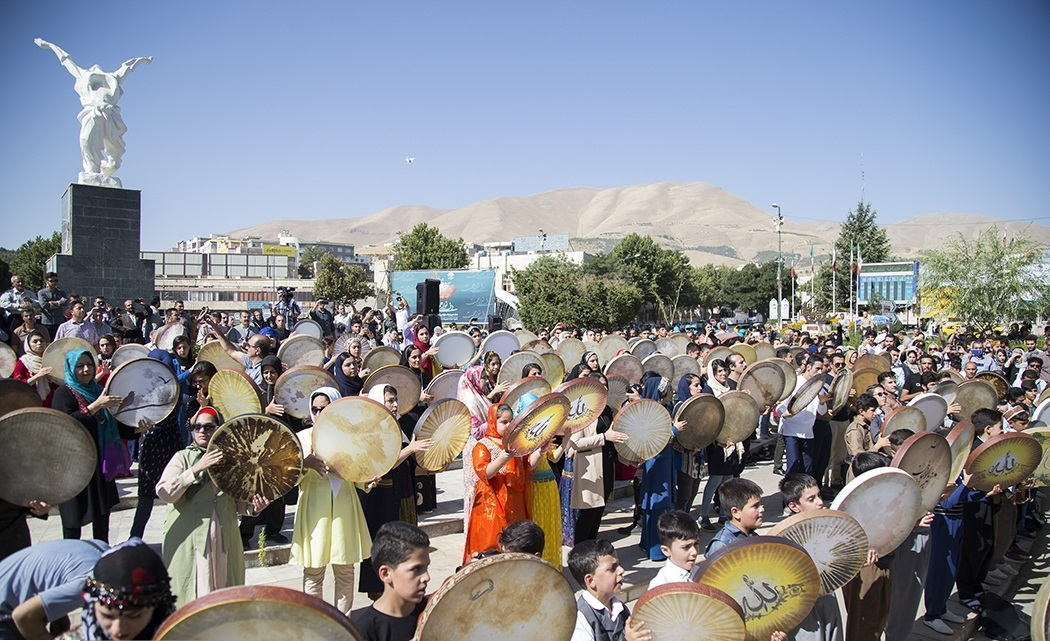
گروهی از دف نوازان در سنندج

برای ساختن دف با پوست طبیعی، از پوست حیواناتی همانند گوسفند، بز، آهو و میش استفاده می‌گردد. پوست مناسب پوستی است که کهنه باشد. برای امتحان، اگر به پوستی آب بزنیم و از آن بوی نامطبوع ساطع نشود، پوست کهنه است.
پوست باید به خوبی دباغی شده باشد، یعنی ضخامت تمام نقاط آن یکسان باشد. برای دباغی پوست نباید از موادی همانند آهک که در صنایع چرم سازی به کار می‌رود، استفاده شود. بلکه باید در آب خوابانده شود و به مرور زمان موها را از پوست جدا نمود. آهک و مواد شیمیایی که در چرم سازی به کار می‌رود، چربی پوست را از بین می‌برند و در صدای آن تأثیر بدی می‌گذارند.
پوست دف را نباید خیلی گرم کرد چون احتمال پاره شدن پوست وجود دارد. در ضمن، ممکن است در اثر کشیدگی زیاد پوست، کمانه کج شود. گرم کردن پوست، باعث خشک شدن چربی پوست شده و ساز را بد صدا می‌کند. حتی‌الامکان نباید به پوست دف آب زد؛ چراکه در درازمدت، بر کیفیت صدای آن اثرگذار است.
اگر پوست دف بر اثر گرمیِ هوا یا آفتاب بسیار کشیده شود، می‌توان آن را از طرف پوست روی زمین صاف یا موزاییک‌شده گذاشت تا رطوبت زمین را آهسته‌آهسته به خود جذب کند.
پوست را نباید روی آتش گرم کرد. برای گرم کردن پوست باید از هوای خشک، آفتاب یا تشک برقی استفاده کرد. اگر هیچ‌کدام از موارد در دسترس نبود، ناگزیر از هیتر برقی یا آتش استفاده می‌شود. لازم است ذکر شود که در این روش، احتمال وقوع شوک حرارتی، پاره شدن پوست، خشک شدن چربی پوست و در نهایت پاره شدن پوست را به همراه دارد. برای جلوگیری از این مورد، باید دف را به فاصله مناسبی از آتش گرفت. باید دف را دایماً بر روی حرارت بچرخانیم تا پوست بتدریج منقبض شود. با دست دما را کنترل می‌کنیم و اگر در جایی دمای پوست از حد مطبوع بیشتر باشد، دف را به صورت رفت و برگشتی (بادبزنی) حرکت می‌دهیم تا آن جایی که دف انقباض لازم را کسب کند.

### حلقه‌ها
در جدار داخل کمانه، میخ‌ها قلاب مانندی تعبیه می‌گردد که روی آنها حلقه‌های فلزی ۳تایی یا ۴تایی و با فاصله ۳ سانتی‌متر از پوست و ۱ سانتی‌متر از دسته پهلویی نصب می‌گردند. این حلقه‌ها را با نام دیگری چون جلاجل نیز می‌شناسند.

### گل میخ‌ها
به منظور مهار کردن و نگاه داشتن پوست روی کمانه در قسمت پشت، روی ضخامت ۵/۱ سانتی‌متری، کمانه پوست را به وسیلهٔ میخ‌های سر تخت (شبیه به پونز) مهار می‌کنند.